# Alexandros Vrasivanopoulos
Alexandros Vrasivanopoulos (griechisch Αλέξανδρος Βρασιβανόπουλος; * 1890 in Volos; † unbekannt) war ein griechischer Sportschütze.

## Karriere
Alexandros Vrasivanopoulos nahm an den Olympischen Spielen 1920 in Antwerpen in drei Disziplinen teil. Mit dem Freien Gewehr belegte er im Mannschaftswettbewerb des Dreistellungskampfes den 13. Platz, während er mit der Mannschaft im Wettbewerb mit der Freien Pistole als Vierter knapp einen Medaillengewinn verpasste. In der Mannschaftskonkurrenz mit dem Armeerevolver über 30 m belegte er mit der griechischen Mannschaft, zu der neben ihm noch Georgios Moraitinis, Alexandros Theofilakis, Ioannis Theofilakis und Iason Sappas gehörten, hinter der US-amerikanischen und vor der Schweizer Mannschaft den zweiten Platz. Vrasivanopoulos war dabei mit 264 Punkten der beste Schütze der Mannschaft.